# Sanzinia volontany
Sanzinia volontany Vences & Glaw, 2004 è un serpente appartenente alla famiglia dei Boidi, endemico del Madagascar.

## Descrizione
Si differenzia dalla congenere Sanzinia madagascariensis per la colorazione prevalentemente brunastra.

## Distribuzione e habitat
La specie è diffusa nelle foreste decidue del versante occidentale del Madagascar.

## Tassonomia
Questo serpente in passato era considerato una sottospecie di Sanzinia madagascariensis (S. madagascariensis volontany); recentemente è stata elevata al rango di specie a sé stante.

## Etimologia
L'epiteto specifico volontany in lingua malgascia significa "marrone" e fa riferimento al colore di fondo predominante della specie.